# Герб Аделаиды
Герб Аделаиды является официальным символом Аделаиды, столицы штата Южная Австралия. Герб был предоставлен Геральдической палатой Великобритании 20 апреля 1929 года.

## Описание

### Щит
В синем поле червлёный, тонко окаймлённый золотом крест, делящий щит на четыре части:
- В первой четверти (в верхнем левом углу от зрителя) изображён трёхмачтовый корабль с поднятыми парусами. Корабль символизирует важность торговли для города и является напоминанием ранних о ранних поселенцах, приезжавших из Великобритании в Южную Австралию на подобных кораблях, об обратном путешествии, а также о почтовой связи между двумя странами.
- Во второй четверти (верхнем правом углу) изображено золотое руно, напоминающее о большой роли овцеводства и торговли шерстью.
- В третьей четверти (левом нижнем углу) изображена голова быка, символизирующая важность крупного рогатого скота в хозяйстве города.
- В четвертой четверти (правом нижнем углу) изображен сноп золотых колосьев, показывающий важность сельского хозяйства.

### Нашлемник
Над щитом расположена золотая пятибашенная корона, характерная для гербов муниципалитетов. Над короной расположен нашлемник, символизирующий муниципальную корпорацию города. Нашлемник представляет собой правую руку, держащую шахтёрскую кирку, и символизирующую горное дело, внесшее большой вклад в богатство Южной Австралии и Аделаиды. Рука покоится на бурелете городских цветов, а именно синего и золотого.

### Щитодержатели
Щитодержатели: с правой стороны — лев, слева — кенгуру. Лев символизирует английское происхождение поселенцев, которые основали Южную Австралию; лев одновременно представляет Эона, бога времени, часто изображавшегося с головой льва. Кенгуру является самым узнаваемым символом Австралийского континента; красный кенгуру также является тотемом народа Каурна.

### Основание
Основание герба представляет собой холм, покрытый травой.

### Девиз
Под гербом расположена лента, на которой начертан девиз города лат. Ut Prosint Omnibus Conjuncti («Объединённые для общего блага»).